# Personnages de Misfits

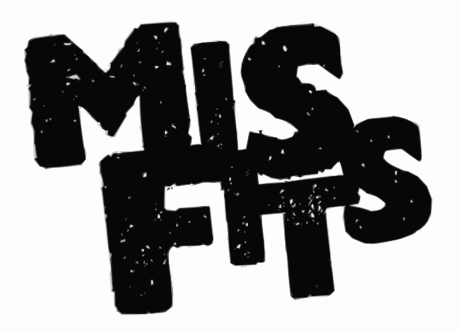
Logo de Misfits (2009-2013).

Cet article présente les personnages de la série télévisée britannique Misfits.

## Personnages principaux
Dans l'épisode pilote, les cinq personnages principaux sont réunis quand ils sont tous envoyés dans un centre communautaire pour y faire des travaux d'intérêt général pour divers crimes. La tempête autour de laquelle la série est basée éclate, et quand ils sont frappés par elle sans aucune blessure, il devient clair que c'est important. Un par un, ils découvrent qu'ils ont chacun un superpouvoir, à l'exception de Nathan, qui ne découvre son pouvoir qu'au terme de la première saison. Leur agent de probation Tony est également affecté par la tempête et entre dans une rage meurtrière. Ils tuent Tony en légitime défense. Après cela, le groupe se rapproche lorsque les événements ultérieurs leur dévoilent le nombre de personnes qui ont été touchés par la tempête. Il est révélé au cours du troisième épisode de la deuxième saison à un certain moment dans le futur, les Misfits seront révélés au grand jour, et seront connus comme les « Cinq Marginaux». Ils sont brièvement connus sous ce titre après que ceux qui ont des pouvoirs l'annoncent au grand public, mais cette continuité a été annulée lorsque Curtis remonte l'histoire pour éviter que leur révélation n'entraîne leur mort à tous. Le Simon du futur possède cependant une vidéo du reportage télévisé sur les « Cinq Marginaux», identique à celui vu dans l'histoire alternative.

### Nathan Young
Interprété par Robert Sheehan.
Il a été envoyé au service communautaire pour avoir volé des bonbons dans un distributeur à un bowling, situation aggravée quand il insulte puis agresse le gérant des lieux. Il est né le 15 mars 1989 et est d'origine irlandaise. La personnalité de Nathan est définie par son franc-parler, sa nature espiègle et sa propension à insulter les gens autour de lui, indépendamment du fait qu'il se soucie vraiment d'eux ou pas. Au début de la série, son tempérament pousse sa mère à l'expulser de sa maison et être abandonné par la majorité de ses amis. Avec nulle part où aller, il s'infiltre dans le centre communautaire et s'y installe, dormant sur le sol et volant de la nourriture et des boissons dans les distributeurs du bâtiment.
Alors que le reste des Misfits découvrent leurs pouvoirs le lendemain de la tempête, celui de Nathan ne lui est révélé que beaucoup plus tard. Nathan passe beaucoup de temps dès le début à essayer de comprendre quel est son pouvoir, mais prétend avoir renoncé dans le premier season finale. La première indication est donnée dans l'un des futurs alternatifs vus dans le quatrième épisode de la première saison, qui le présente comme le seul survivant du déchaînement de violence de Tony, leur agent de probation, trouvé « à moitié mort » par la police. Dans le dernier épisode de la saison 1, son pouvoir se révèle être celui de l'immortalité, après qu'il tombe d'un immeuble et est empalé sur une clôture métallique. Il reprend conscience quelques jours après ses funérailles, pour découvrir qu'il est coincé dans son cercueil sous terre, n'ayant avec lui que son iPod que Kelly a placé dans sa main avant l'inhumation.
Comme le reste des Misfits, le pouvoir de Nathan reflète un aspect dominant de sa personnalité : son immunité apparente aux commentaires blessants, soulignée à la fois par sa mère et Kelly. En outre, elle reflète aussi son insouciance, et la façon dont il ferait tout pour le plaisir sans gêne ni regrets. On ne sait pas si ce pouvoir comprend l'immunité au vieillissement ou s'il ne peut tout simplement ne pas être tué, mais il semblerait que — contrairement à des représentations d'immortels qui sont vulnérables à des blessures à la tête — Nathan peut même revenir d'une balle dans la tête sans dommages permanents. Nathan ne peut se guérir que s'il est réellement mort, comme quand il est vu plongé dans un état végétatif lors du final de la deuxième saison (bien que cette réalité alternative a été annulée plus tard par Curtis).
Au début de la deuxième saison, les autres sont conduits à la tombe de Nathan par l'inconnu, où ils découvrent son pouvoir d'immortalité. Son retour complique davantage sa relation avec sa famille, qui le croyait mort ; Nathan révèle qu'en rentrant chez lui, sa mère s'est évanouie et grièvement blessée, et prétend avoir fait enrager son père en expliquant sa mort apparente comme une « tentative d'escroquerie à l'assurance ». Il revient ensuite à sa vie antérieure, vivant dans le centre communautaire et prenant part à son service communautaire comme si rien ne s'était passé, ignorant qu'il avait été supprimé du système après sa mort et aurait été libre de cette obligation s'il ne l'avait pas mentionné à l'agent de probation.
La relation entre Nathan et sa famille est tendue, en partie en raison de son caractère difficile. Il semble être très possessif envers sa mère, ayant chassé tous les hommes qui l'ont fréquenté après le départ de son père. Son incapacité à coexister avec le nouveau petit ami de sa mère, Jeremy, résulte du fait que c'est lui qui l'a chassé de la maison dans le premier épisode de la série. Tandis que Nathan vient finalement d'accepter leurs besoins de sa mère, il continue à vivre de son côté afin de donner aux deux une chance de construire leur relation sans qu'il interfère. La relation de Nathan avec son père, en revanche, est extrêmement conflictuelle et remplie de ressentiments de longue date ; Nathan cite notamment un incident où son père l'a laissé sans surveillance dans un vide-grenier plusieurs heures lors de son huitième anniversaire, illustrant son manque total d'intérêt pour sa parenté.
Dans le deuxième épisode de la deuxième saison, il est révélé que Nathan a un demi-frère cadet, Jamie, qui est né de son père et d'une autre femme. Nathan s'efforce d'aider Jamie à se réconcilier avec leur père, mais ses efforts rencontrent peu de succès. Finalement, après être entré dans une boîte de nuit ensemble (et en prenant de l'ecstasy avec les autres Misfits), Jamie meurt lorsque sa voiture prend feu dans un accident bizarre. Le pouvoir de Nathan lui permet de voir le fantôme de Jamie après sa mort. Jamie conduit Nathan à la maison de leur père, et l'encourage à utiliser leur chagrin commun sur sa mort pour se réconcilier avant de disparaître. Bien que Nathan reconnaît que le processus sera très lent, il parvient à ravaler sa fierté et demander à son père de sortir pour prendre le petit déjeuner ensemble.
Au cours du même épisode, Nathan aurait théoriquement vu son pouvoir inversé, mais rien ne le confirme puisqu'il n'a pas été blessé. Cependant, on peut noter qu'il fut sauvé par l'homme masqué alors que la voiture allait exploser, on peut en conclure que celui-ci savait que Nathan se ferait tuer s'il se faisait toucher par les flammes.
La capacité de Nathan à voir les récents défunts est démontrée à nouveau quand il voit le fantôme d'Ollie, et une troisième fois quand il voit l'esprit de Kelly après qu'elle a été assassinée dans une chronologie qui a ensuite été annulée par Curtis (ce qui suggère qu'il ne peut voir que la personne décédée que quand il avait une sorte de lien avec eux dans la vie).
Les relations de Nathan avec les autres Misfits sont bien meilleures que celles avec sa famille ou, apparemment, d'anciens amis. Au fil des épisodes, Nathan commence à développer des sentiments romantiques pour Kelly. Il pense à plusieurs reprises à avoir des rapports sexuels avec elle, et a admis verbalement qu'il fantasmait sur elle. Leur relation n'est pas encore devenue physique, Kelly avouant (sous prise de drogue) qu'elle craint que son insensibilité va le conduire à lui faire du mal. Bien que les deux sont prêts à consommer physiquement leur relation dans le troisième épisode de la deuxième saison, Kelly arrête avant de pouvoir aller jusqu'au bout parce qu'elle ressent l'impression d'avoir des relations sexuelles avec un cousin, plutôt que comme un partenaire potentiel. Il essaie encore de se rapprocher d'elle quand ils poursuivent Kelly après qu'elle a été « enlevée » par son dernier coup de foudre, Bruno — qui s'est avéré être un gorille transformé en un être humain par la tempête —, réconfortant Kelly sans mot dire, malgré ses plaisanteries évidentes. En outre, après que Kelly a été tué par Brian, son esprit apparaît à Nathan, le rendant furieux et le poussant à tenter de tuer son assassin. Curtis et Alisha, quant à eux, sont tour à tour amusés et repoussés par le sens de l'humour de Nathan, mais l'acceptent tout de même comme membre du groupe.
Ayant rapidement identifié Simon comme un paria et une cible facile pour ses sarcasmes, Nathan le bouscule souvent tout au long de la première saison. Son attitude conduit finalement Simon à l'abandonner quand ils sont tous deux entourés par un groupe d'adeptes du groupe « Vertu », mais il réapparaît plus tard dans une vaine tentative pour sauver Nathan. Les deux se rapprochent dans la seconde saison, alors que Nathan montre le côté triste de sa personnalité ; après que Simon travaille sur lui-même, en rétorquant sur toutes les remarques blessantes que Nathan a pu lui lancer et conclut qu'en dépit de tout cela, il « veut juste être [son] ami », Nathan semble acquérir un certain respect pour lui. Après cette rencontre Nathan commence à regarder Simon d'une autre façon (par exemple en lui proposant de lui payer une prostituée pour « augmenter [sa] confiance ») et en retour, Simon se met à rire plus librement à ses blagues et même à tenter (souvent sans succès) de les reproduire parfois. Nathan semble aussi avoir développé une étrange amitié avec lui, comme quand il avoue à Alisha qu'il l'aime, tente de le protéger de Jessica, et le félicite avec enthousiasme d'avoir perdu sa virginité.
Nathan renonce à son pouvoir à la fin de la saison 2 en le revendant à un homme capable de retirer ou donner des pouvoirs, Seth. Dans le mini-épisode trailer de la saison 3, il est parti à Las Vegas avec sa fiancée et leur fils, Nathan Jr., et utilise son nouveau pouvoir de magie pour tricher au craps. Nathan est finalement arrêté et envoyé en prison, mais quand il utilise son droit à un appel téléphonique, au lieu de joindre Simon, c'est Rudy, le nouveau, qui répond et lui raccroche au nez.

### Simon Bellamy
Interprété par Iwan Rheon
Simon est un paria très fermé socialement qui est condamné aux travaux d'intérêt général pour tentative d'incendie criminel. Son pouvoir spécial était un type d'invisibilité qui empêchait quiconque de le voir ou même de l'entendre, reflet de son sentiment d'être souvent ignoré. Au début, les autres ne remarquent pas sa disparition et ne croient pas qu'il possède un tel pouvoir, jusqu'à ce que chacun découvre qu'ils ont aussi un pouvoir. Son invisibilité semble incontrôlable au début, se déclenchant quand Simon se sent négligé ou déprimé, mais au fur et à mesure, il apprend à devenir invisible à volonté et à déplacer des objets dans cet état. Lorsque son pouvoir a été inversé par la drogue, il a commencé à attirer l'attention de tous.
Simon est décrit comme le plus intelligent du groupe ; c'est lui qui a l'idée des meilleurs endroits où cacher les corps de leur défunt agent de probation et de leur collègue Gary. Il n'a pas de vrais amis à l'intérieur ou l'extérieur du groupe de TIG, mais il devient plus proche des Misfits, malgré sa timidité, et avoue qu'il s'agit du seul endroit où il se sent bien. Il est constamment attaché à son téléphone-appareil photo, l'utilisant pour filmer la tempête et à l'occasion, ses collègues de TIG. Dans le deuxième épisode de la première saison, il est contacté en ligne par « Shygirl18 », qui apprécie ses vidéos. « Shygirl18 » se révèle être Sally, la fiancée de Tony, leur premier agent de probation. Sally, également un agent de probation, soupçonne les Misfits d'être impliqués dans la disparition de celui-ci. Il se rend compte finalement qu'elle se sert de lui pour savoir ce qui est arrivé à Tony. Simon la tue accidentellement dans un combat alors qu'il tente de l'empêcher de révéler la vérité à la police sur le groupe de TIG. Simon cache son corps dans un congélateur industriel du centre communautaire, où il se rend souvent. Il ne dit rien aux autres sur sa mort, comme l'a révélé le final de la première saison.
Au début de la deuxième saison, il est révélé que Simon a passé du temps dans une unité psychiatrique, où il se lie d'amitié avec une patiente nommée Lucy, qui devient obsédée par lui. C'est à cause d'elle que le groupe découvre que Simon a tué Sally, et le reste des Misfits l'aident à se débarrasser du corps.
Il a été mentionné que Simon a une sœur de douze ans, même si rien d'autre n'est connu à son sujet.
Le mystérieux « Superhoodie » qui apparaît pour aider le groupe à des moments cruciaux se révèle être un Simon du futur qui est revenu pour veiller à ce que certains événements se déroulent comme ils doivent l'être, bien que ce Simon n'a fourni aucune explication sur la façon dont il a voyagé dans le temps, disant simplement que « les choses sont différentes à l'avenir ». Simon a aussi réussi à manifester les mêmes capacités surhumaine que son futur lui-même, comme quand il est parvenu à jeter une cacahuète dans la bouche d'un tatoueur ayant un pouvoir tout en étant étranglé sur le sol. Quand il est revenu dans le passé, Simon a acheté à Seth le pouvoir de l'immunité aux autres pouvoirs, et aussi donc à celui d'Alisha. Il a révélé qu'Alisha serait amoureuse de Simon. Simon du futur a entamé une relation amoureuse avec Alisha, mais meurt en la sauvant, en disant que cela devait arriver. Simon du présent est de plus en plus confiant et commence à prendre plus d'aisance dans des situations difficiles tels que vaincre le tatoueur ou faire face au ravisseur de Kelly dans le même épisode où sa version future meurt. Alisha se comporte plus gentiment envers Simon, mais le Simon du futur lui a dit qu'elle n'aurait pas encore d'amour pour cette version de lui. Alisha a révélé la véritable identité du Superhoodie à Simon après que les pouvoirs des Misfits sont devenus publics, ainsi que sa relation avec lui, mais cette histoire a été effacée par Curtis quand tout le monde sauf lui a été assassiné. 
À la fin de la saison 2, Simon vend son pouvoir à Seth et obtient en échange celui de voir le futur.
Dans les trois mois entre la fin de la saison 2 et l'épisode « spécial Noël », Simon va apprendre l'identité du Superhoodie et Alisha et Simon sont un couple officiel. En outre, Simon a commencé à vivre dans l'appartement de son futur soi et s'entraîne activement (avec peu de succès) à reproduire les capacités de Superhoodie. Enfin, quand Alisha meurt, il fut tellement bouleversé qu'il décida de retourner dans le passé et de prendre à présent le rôle de Superhoodie.
Simon semble également être le plus moral du groupe, comme il a été le plus réticent à voler les 100 000 livres dans une voiture blindée, et souhaitait les rendre, malgré Curtis et surtout Nathan qui voulaient les garder. Simon espère également utiliser son pouvoir pour aider les gens à un moment donné dans l'avenir, et estime qu'ils ont tous reçu leurs pouvoirs pour une raison, comparant l'idée d'abandonner leurs pouvoirs à la décision de Superman dans Superman II.

### Kelly Bailey
Pour les articles homonymes, voir Kelly Bailey et Bailey.
Interprété par Lauren Socha
Kelly est d'abord décrite comme une chav typique, condamnée aux travaux d'intérêt général pour s'être battue dans un magasin Argos. Première à découvrir un pouvoir, elle est télépathe et peut entendre les pensées des autres, y compris celles des nourrissons et des animaux.
Elle est agressive mais s'inquiète de ce que les autres pensent d'elle ; c'est elle qui a tué Tony sous l'emprise de sa fureur — mais en état de légitime défense — et qui a provoqué la lutte du magasin Argos en traitant une jeune fille nommée Jodi de slag (lit. traînée). Avec sa capacité télépathique et son habitude de parler avant de penser, Kelly révèle assez souvent et involontairement ses secrets aux autres Misfits. Elle a également montré un côté sensible, attentif aux autres membres du groupe et est véritablement blessée par son fiancé quand il la quitte.
Kelly et Nathan se rapprochent sensiblement, à l'initiative de la jeune femme, et le couple semble être vraiment amoureux. Du groupe, elle a été la plus touchée par la mort apparente de Nathan.
Dans le premier épisode de la saison 2, Kelly et Nathan ne sont toujours pas en couple, en dépit du fait qu'ils s'apprécient, à cause de certains traits de personnalité de Nathan qui la dérangent, couplée avec la peur d'être utilisée et blessée une fois de plus. Lorsque Kelly prend la drogue qui inverse les pouvoirs de l'utilisateur, au lieu de découvrir tous les esprits, elle révèle les pensées dans son esprit incontrôlable, avouant à Nathan qu'elle pourrait l'aimer et combien de partenaires sexuels elle a eu. Ils ont failli coucher ensemble dans le troisième épisode, mais Kelly arrête tout avant de pouvoir aller jusqu'au bout et leur suggère de simplement rester amis. Malgré cela, les deux semblent encore proches, lorsque Kelly a été « enlevée » par son nouveau compagnon Bruno, un gorille que la tempête a changé en homme, Nathan semble véritablement inquiet pour elle quand la police les pourchasse, et plus tard, la soutient dans son deuil de Bruno. Dans l'épisode final de la saison 2, Kelly a été tuée par un autre personnage qui a été touché par la tempête et a acquis la capacité de manipuler les produits laitiers ; sa mort incite Nathan à courir après son tueur. Cette trame a été annulée après que Curtis l'a empêchée en remontant le temps.
Kelly se comporte comme une grande sœur avec Simon, le défendant quand les autres s'en prennent à lui. Elle a averti à plusieurs reprises Nathan d'arrêter, et violemment menacé Curtis quand elle a découvert qu'il avait frappé Simon.
Kelly vend son pouvoir dans l'épisode spécial de Noël à un « trafiquant de pouvoirs », Seth, pour 20 000 livres, mais le groupe réalise après coup qu'ils ont fait une erreur,et décide de voler l'argent d'un prédicateur psychotique pour récupérer leurs pouvoirs. Toutefois, le groupe remarque que rien ne les oblige à reprendre le même pouvoir, et chacun reçoit une nouvelle habilité.
Kelly devient ainsi une spécialiste en conception de fusées. Cependant, vu ses origines modestes et son allure, elle n'est pas prise au sérieux et ne parvient pas à trouver un emploi grâce à ses idées. Se sentant arnaquée par le trafiquant, elle cherche à en savoir plus sur lui. Dans la saison 3, ils finiront par tomber amoureux et partiront ensemble en Ouganda où Kelly restera afin de désamorcer des mines grâce à son nouveau pouvoir.

### Curtis Donovan
Interprété par Nathan Stewart-Jarrett
Curtis était avant le début de la série une étoile montante de la course à pied, promis à concourir lors des Jeux olympiques d'été de 2012. Cependant, sa carrière a été réduite à néant après avoir été surpris en possession de cocaïne. En raison de sa notoriété, il a été publiquement humilié, de façon à être un exemple aux yeux de la loi. Après la tempête, Curtis a acquis le pouvoir de manipulation du temps : chaque fois qu'il regrette quelque chose, il est capable de revenir en arrière et rejouer les événements passés pour en modifier l'issue - une capacité qu'il contrôle difficilement. Curtis est capable de revivre plusieurs fois les mêmes événements, mais il ne peut activer cette capacité lorsqu'il s'agit de quelque chose qu'il veut véritablement changer, lui demandant un certain investissement affectif pour qu'il essaie de revenir en arrière. Ainsi, il a réussi à défaire la mort du troisième agent de probation parce qu'il voulait sauver ses amis des nouveaux ennuis d'une nouvelle mort, mais il n'a pas pu sauver le sixième jeune, condamné avec eux aux travaux d'intérêt général après qu'il a été abattu d'une balle dans la tête, car il n'avait pas de lien émotionnel avec l'autre garçon.
Il est le premier des Misfits à utiliser son pouvoir au profit de quelqu'un d'autre, fait inspiré par une rencontre avec Sam, sa petite-amie récemment sortie de prison, en faisant en sorte qu'ils ne soient pas accusés de détention de drogue et arrêtés. Cependant, quand il apprend que son choix a conduit à la mort des autres Misfits, à l'exception de l'immortel Nathan, parce que son absence l'a empêché de les prévenir, il revient une nouvelle fois en arrière et fait en sorte d'être le seul accusé de détention de drogues, épargnant Sam. Mais peu importe comment il modifie les événements, Sam croit encore qu'ils sont dans une relation, alors qu'il se considère désormais comme étant avec Alisha. Il rompt avec elle après avoir cité « Ceux que j'aime seront toujours ceux qui payent », phrase tirée du film Spider-Man.
Au début de la saison 2, Alisha et lui sont toujours dans une relation et Curtis tient beaucoup à elle, au point de menacer violemment Simon quand il croit qu'il l'a agressée. Superhoodie lui sauve la vie plus tard, quand Lucy manque de le tuer par suffocation. Lorsque son pouvoir a agi en sens inverse lors de la prise de drogue, Curtis a eu un flash-forward de son avenir où il se trouvait sur un toit vêtu d'un costume noir et une cape verte, tout en étant sollicité par une femme inconnue nommée Nikki. Bien qu'il tente de rejeter ses avances sexuelles, Curtis a ensuite été surpris de la rencontrer de retour dans le présent, en poursuivant Superhoodie. À la fin du quatrième épisode de la deuxième saison, Curtis et Nikki se fréquentent après avoir été pris en otage avec le reste des Misfits, les deux revivant plus tard les événements vus dans le flash-forward de Curtis, alors qu'ils assistaient à une fête costumée.
Il a été révélé que Curtis souffre d'intolérance au lactose, ce qui l'a sauvé de la folie meurtrière de Brian, un ancien « garçon de thé » qui pourrait contrôler tous les produits laitiers. Brian a été en mesure d'étouffer d'autres personnes en manipulant les produits laitiers qu'ils avaient ingérés plus tôt, ou, dans le cas de Nathan, en l'envoyant dans le cerveau, mais Curtis, n'ayant jamais consommé quelque chose que Brian puisse utiliser contre lui, a été en mesure de le mettre hors d'état de nuire — après que Simon s'est sacrifié pour lui, Curtis est revenu dans le passé pour empêcher Brian de révéler son pouvoir et ceux des autres au public.
Curtis a perdu son pouvoir après l'avoir vendu au « dealer de pouvoir », qui affirme qu'il a déjà transmis son pouvoir à un vieil homme juif qui voulait remonter dans le temps pour tuer Hitler.
À la saison 3, on voit que son nouveau pouvoir est de changer de sexe. Il se transformera en femme, Mélissa, pour échapper à la police et reprendra l'athlétisme. Tombée enceinte de lui-même, il finira par échanger ce pouvoir avec celui lui permettant de faire revenir les morts à la vie, à la demande de Seth, désireux de revoir son ancienne fiancée. Ce pouvoir se révélera être une malédiction lorsque les Misfits s'apercevront que les morts revenus à la vie se transforment en zombies et qu'ils les attaqueront.
Dans le quatrième épisode de la saison 4, Curtis, mordu par un zombie, se tire une balle dans la tête. Le dernier personnage du casting original disparaît ainsi.

### Alisha Daniels
Interprétée par Antonia Thomas
Alisha est la fêtarde des Misfits, entrant aux TIG pour récidive pour ivresse au volant et mauvais comportement envers le policier qui l'a arrêtée. Sa capacité fait que ceux qui touchent sa peau nue entrent dans une frénésie sexuelle à son égard, les obligeant à décrire leurs désirs à haute voix et avec détails, mais ceux qui sont touchés n'ont aucun souvenir de leur comportement pendant l'influence de son pouvoir ou de connexion à sa suite. Elle se rend compte de la nature de cet effet secondaire quand elle utilise d'abord son pouvoir sur Curtis. Dans le troisième épisode de la saison 1, elle traverse une discothèque et frôle tout le monde, ayant un effet sur les deux sexes. Elle continue d'abuser de son pouvoir jusqu'à ce qu'elle avoue ses sentiments à Curtis dans le même épisode. Les deux décident alors de tenter une relation, incluant la pratique du « sexe par téléphone sans le téléphone », le pouvoir d'Alisha leur interdisant toute relation physique.
Dans le deuxième épisode de la deuxième saison, son pouvoir est inversé lors d'une prise de drogues et quand elle touche Curtis, il devient agressif et affiche des sentiments de haine et de répulsion à son égard. Elle touche par inadvertance d'autres personnes en sortant de la boîte de nuit où elle se trouvait, ayant le même effet sur eux. Il est révélé que Superhoodie est immunisé contre son pouvoir et il semble être un peu tendre avec elle, cèdant la place à une relation possible alors que Curtis voit son avenir et sa relation sérieuse avec Nikki.
Alisha devient par la suite la seule membre du groupe à savoir que Superhoodie est une version future de Simon, qui est revenu à temps pour veiller à ce que certains événements se passent comme ils le devraient, bien qu'il lui demande de ne rien dire aux autres à propos de son identité. Le couple a également commencé une relation, mais Simon du futur lui dit de ne pas s'engager avec le Simon du présent, celui-ci n'étant pas prêt pour une relation, mais il lui donne la clé de son repaire. Dans le quatrième épisode de la saison 2, Simon du futur est abattu alors qu'il s'interpose et reçoit une balle pour sauver Alisha. Avec Simon du futur mourant dans ses bras, Alisha dit qu'elle l'aime, et à regret, obéit à sa dernière volonté d'immoler son corps pour protéger son identité. Alisha a révélé la véritable identité du Superhoodie à Simon dans l'arc où les Misfits sont connus du public, ainsi que sa relation avec lui, mais elle a été capturée par une autre personne qui a obtenu des pouvoirs, attachée et est morte étouffée par un sac plastique, mais cet arc a été effacé par Curtis quand tout le monde sauf lui a été assassiné.
Après la fin de son service communautaire, elle travaille en tant que serveuse. Au cours des trois mois entre la fin de la saison 2 et l'épisode spécial Noël, Alisha et Simon se sont mis ensemble. Elle a vendu son pouvoir au « dealer de pouvoir » pour retrouver une vie normale, avant de découvrir sur elle l'effet de son pouvoir, utilisé par Elliot, un prêtre qui utilise des pouvoirs achetés à Seth pour devenir un prédicateur. La mort d'Elliot laisse supposer que ce pouvoir a disparu. Alisha obtient ensuite un nouveau pouvoir, celui de voir avec les yeux d'une autre personne.
Il est révélé que, à un moment donné dans le futur, Simon et Alisha iront à Las Vegas, comme elle l'a toujours voulu.
Dans le dernier épisode  de la saison 3, elle meurt tuée par le fantôme de Rachel. Sa mort poussera Simon à partir dans le passé pour devenir Superhoodie.

### Rudy Wade
Interprété par Joseph Gilgun
Rudy arrive dans la saison 3, dès le premier épisode. Son pouvoir consiste à se dédoubler, son clone étant le côté sensible, émotif de Rudy. Dans le premier épisode on voit qu'il cherche à se débarrasser de ce pouvoir en allant voir le dealer, mais son double l'en empêche. Le double se manifeste notamment devant Alisha : en effet, Rudy a perdu sa virginité avec elle, quand Alisha était encore une croqueuse d'hommes.
C'est par sa faute qu'Alisha, Curtis, Kelly et Simon retournent en travaux d’intérêts généraux au centre, car ils se font arrêter alors qu'il conduisait une voiture volée, ce que les autres ignoraient. De même, Rudy empêche les quatre autres d'aider Nathan à Las Vegas, en ne les prévenant pas que leur ancien acolyte est envoyé en prison.
Il y a un troisième Rudy, mais qu'on ne voit pas directement. Il n'apparaît que plus tard dans la série, et on découvre qu'il vient de sortir de prison. Il s'était fait piéger par les deux autres qui lui avaient demandé d'acheter quelque chose et à ce moment les policiers l'ont attrapé. Il est en réalité le côté violent et sadique de Rudy, il aime faire mal aux gens. Il a enfermé les autres Rudy en lui mais il les libère à la demande de Jess, juste avant de mourir.
Plus tard Rudy tombe amoureux de Nadine, une jeune nonne, mais celle-ci finit par se tuer. Son double, Rudy 2, commence à fréquenter un groupe de parole pour les gens affectés par la tempête. Il découvre un pull qui prédit qu'il formera une équipe de super-héros, et décide de les retrouver. Il finit par disparaître pendant quelques jours et réapparaît extrêmement âgé. Pendant que Jess prend soin de lui, Rudy trouve le responsable et parvient à lui rendre son âge. Après ces événements, Jess et Rudy se mettent en couple. Rudy 2 rencontre ensuite Helen et tombe amoureux d'elle. Lors d'une fête, Jess apprend qu'elle aura un enfant mais Rudy prend peur et refuse cette responsabilité, elle rompt alors avec lui.
Lorsque Jess est envoyé un an dans le futur, Rudy devient dépressif, persuadé qu’elle est morte. Rudy 2 crée son équipe de super-héros mais les choses dérapent lorsque ceux-ci se mettent à tuer des gens, amenant à un confit avec les Misfits. Les deux Rudy se rassemblent alors pour vaincre Helen mais sont aussi tués. Cette chronologie est cependant annulée lorsque Jess revient dans le présent et se remet avec Rudy. Les Misfits décident de devenir de vrais super-héros tandis que Rudy 2 de partir avec Helen.

### Jess
Interprétée par Karla Crome
Jess arrive dans la saison 4. Elle a le pouvoir de voir à travers les murs ; quand elle utilise son pouvoir, ses yeux deviennent blancs.
Malgré sa répartie et ses nombreuses critiques envers les comportements de Rudy et Finn, elle est en fait assez timide et réservée. Elle aura une relation complexe avec Alex, qui lui cachera longtemps qu'une femme avec un pouvoir lui a volé son pénis. Quand il le retrouvera, Alex deviendra prétentieux et peu attentionné, tellement satisfait de pouvoir profiter à nouveau de son sexe. Jess découvre par la suite qu'il l'a trompé, et elle le quitte.

### Finn Samson
Interprété par Nathan McMullen
Finn arrive au centre en même temps que Jess, et tombe sous le charme de la jeune femme. Mais ses nombreuses maladresses soldent toutes ses tentatives de séduction par un échec.
Au début de la saison, il est en couple avec Sadie, une jeune femme qui a le pouvoir de le manipuler pour en faire un petit ami attentionné mais totalement soumis. Après l'avoir séquestrée et bâillonnée pour être libérée du pouvoir puis une tentative de réconciliation, il faudra l'intervention de Jess et de Seth pour qu'elle soit privée de son pouvoir et que Finn la quitte sans regret. Sans domicile, il s'installe avec Rudy au centre communautaire.
Il a le pouvoir de télékinésie, qu'il maîtrise assez mal.

### Abby Smith
Interprétée par Natasha O'Keeffe
Les Misfits croisent la route d'Abbey lors d'une soirée sauvage organisée par un ami de Rudy. Amnésique depuis la tempête, elle noie son ennui dans l'alcool mais décide de se faire passer comme une vandale condamnée aux TIG avec les autres. Quand son mensonge est révélé, elle est cette fois-ci réellement condamnée aux travaux dans le centre communautaire.
Son pouvoir est qu'elle est l'ami imaginaire de Laura révélé lors de la saison 5 .

### Alex
Interprété par Matt Stokoe
Alex est au début de la saison 4 le serveur du bar où travaille Curtis. Il flirte rapidement avec Jess mais se montre distant quand la relation devient intime. En fait, Alex cache le fait que James, un homme transgenre qui a obtenu le pouvoir d'échanger son sexe avec celui d'une autre personne, a privé Alex de son pénis. Depuis, il le traque par tous les moyens possibles. Alex parvient finalement à le retrouver et, alors qu'il est prêt à se suicider plutôt que de continuer à vivre sans pénis, James lui rend. Dès lors, Alex profite de sa virilité retrouvée et multiplie les aventures, rompant alors avec Jess.
Lors d'une des mésaventures du groupe, Alex est blessé et doit subir une greffe du poumon. Rudy se souvient alors de Nikki, qui avait obtenu un pouvoir grâce à une greffe, et craint de voir l'histoire se répéter.
Alex à la suite de sa greffe se découvre un nouveau pouvoir dans la saison 5 qui consiste à enlever le pouvoir des personnes avec lesquels il couche. Alex muera et se servira de son pouvoir pour aider les gens.

## Autres personnages touchés par la tempête

### Tony Morecombe
Interprété par Danny Sapani et Louis Decosta Johnson (état psychotique)
Apparaissant dès le premier épisode, Tony est le premier agent de probation responsable des Misfits. Il a gagné lors de la tempête la capacité d'entrer dans un état proche du zombie avec une force surhumaine et une résistance physique accrue. Il est tué par Kelly et enterré après qu'il a tué le sixième membre du groupe et tenté d'attaquer les autres. Simon utilisera plus tard sa carte de crédit, faisant ainsi croire qu'il a quitté le pays.
Dans son état second, Tony a un comportement d'animal enragé, insultant ses opposants avec des yeux blancs. Bien que cette capacité ne soit pas explicitment liée à sa personnalité, il a été montré que Tony pouvait avoir des accès de colère soudains, quand il se fait voler sa voiture dans laquelle il avait conservé une bague de fiançailles pour Sally. Après la tempête, bien qu'il essaie de réprimer ces instincts, ceux-ci deviennent trop forts pour être contrôlés.

### Jeremy
Interprété par Jo Stone-Fewings (en)
Introduit dans le second épisode de la saison 1, Jeremy est l'actuel petit-ami de la mère de Nathan, et la raison pour laquelle Nathan a été chassé de chez lui. Celui-ci le retrouve un matin complètement nu dans des ordures. Nathan découvre que la tempête a ravivé des souvenirs du chien que Jeremy possédait plus jeune, et il se comporte comme un chien. Il se met alors à marcher à quatre pattes, nu dans la rue. Nathan a essayé de montrer cet état à sa mère en prenant une photo du pénis de Jeremy, mais elle était déjà au courant.

### Ruth / Rose (VF)
Interprétée par Amy Beth Hayes (jeune) et Clare Welch (âgée)
Présente dans le deuxième épisode de la saison 1, Ruth est d'abord présentée comme une volontaire du centre communautaire. Nathan commence une relation avec elle, jusqu'à ce que, en couchant avec elle, elle montre involontairement son pouvoir : âgée de 82 ans, elle est capable de reprendre l'apparence de sa jeunesse. Malgré cela, Nathan la rejette et la fuit. Quand il essaie plus tard de s'excuser chez elle, il la retrouve morte dans son sommeil, alors qu'elle lisait un album photo montrant des images de sa vie.

### Jodi
Interprétée par Bunmi Mojekwu (en)
Jodi est une adolescente avec qui Kelly s'est battue pour l'avoir traité de « traînée », entraînant sa peine de travaux d'intérêt général. Son pouvoir lui permet de rendre chauve toute personne la touchant. L'ex-petit-ami de Jodi et Kelly en sont ses victimes. L'explication de ce pouvoir vient du fait que Jodi souffre d'alopécie, ce qui fait que son pouvoir lui permet aussi de faire « ressentir ce qu'elle ressent » aux autres. Quand Kelly découvre la vérité, les deux jeunes femmes font la paix.

### Finn
Finn est le bébé de 9 mois d'une mère célibataire. La tempête lui a donné un pouvoir de manipulation mentale, qui lui a permis de forcer Nathan à se comporter comme un père, alors que l'adolescent marchait dans les couloirs du centre communautaire. Si les autres Misfits paniquent en voyant Nathan et Finn, Kelly comprend ce qu'il se passe en lisant les pensées du nourrisson, qui finit par libérer Nathan en découvrant qu'il ferait un mauvais père. Quand ils rendent l'enfant à sa mère, Kelly suggère à la mère de retourner auprès du père, espérant que l'enfant « convaincra » son père de se donner une seconde chance.

### Rachel
Interprétée par Jessica Brown Findlay
Dans le dernier épisode de la saison 1, Rachel forme et mène un groupe appelé Vertu, basé au centre communautaire. La tempête lui a donné un pouvoir de suggestion, la rendant capable d'influencer les autres pour en faire des jeunes « parfaits » — avec un style vestimentaire conservateur et un dédain pour le sexe, la drogue et l'alcool. Son pouvoir fonctionne si la personne entend clairement ce qu'elle dit, changeant instantanément sa façon d'être dès qu'elle dit : « Ça ne sert à rien de se comporter de cette façon; tu peux devenir une meilleure personne. » Rien n'a été dit si sa capacité s'étendait à d'autres phrases ou à orienter une personne vers un autre style de vie que ses standards moraux.
Quand Nathan se retrouvera seul à ne pas être soumis, il la prendra en otage avec un pistolet à eau sur le toit du centre et la forcera à annuler ses changements, ce qu'elle refuse de tenter, ne sachant pas si elle peut le faire. Nathan se lance alors dans un discours visant à convaincre les membres de Vertu de revenir à un mode de vie plus libre et individualiste. Rachel réalise alors que l'arme est un jouet et tente de le maîtriser, mais elle tombe du toit et meurt en heurtant le sol, mettant ainsi fin à son influence sur le groupe.
Elle revint plus tard sous forme de fantôme dans la saison 3. Alors qu'elle croyait être revenu pour gouter aux plaisirs de la vie qu'elle s'est interdite par foi (alcool, sexe, drogues...), elle réalise qu'elle est ici pour se venger de ce groupe qui l'a tuée. C'est elle qui tue Alisha à l'aide d'un cutter. Elle disparaît ensuite, sa vengeance étant accomplie.

### Lucy
Interprétée par Evelyn Hoskins (en)
Lucy est une ancienne connaissance de Simon, qu'il a rencontrée pendant son séjour en hôpital psychiatrique peu après sa condamnation. Elle montre un grand attachement envers lui, mais non réciproque. Elle est devenue métamorphe avec la tempête, prenant l'apparence d'une autre personne ou d'un animal (elle a été vue se transformant en souris) ; durant le processus, elle éprouve une grande douleur et les ampoules clignotent. Le changement modifie aussi sa voix et ses vêtements, mais elle ne peut reproduire le pouvoir que possèderait éventuellement le sujet d'origine.
Elle retrouve Simon au centre communautaire alors qu'elle participe à une session de thérapie par l'art avec d'autres patients de son unité psychiatrique, et lui fait comprendre qu'elle compte rester dans sa vie. À cause de l'obsession de Lucy, Simon la repousse pour ses nouveaux amis, ce qui la mène à utiliser son pouvoir pour l'éloigner des Misfits. Elle découvre ainsi le corps de Sally, et décide de prendre l'apparence de Simon pour aller tout avouer à la police, ce qui causerait le renvoi de Simon en unité de soins. Simon parvient à la rejoindre et s'excuser à temps. Lucy accepte de le laisser, voyant qu'il a changé depuis leur première rencontre.

### Lily
Interprétée par Catrin Stewart
Vue dans l'épisode 2 de la deuxième saison, Lily était une serveuse capable d'utiliser la cryokinésie, en rapport avec sa « froideur » apparente. Quand Nathan découvre son pouvoir alors qu'elle travaille (elle gèle une flaque d'eau sur le comptoir, ce qui va faire claquer des chopes de bière), il lui parle de son propre pouvoir puis prend sa défense devant son patron. Ainsi, elle se retrouve dans une boîte de nuit avec le groupe et Jamie, qui lui donne une drogue qui inverse l'effet des pouvoirs. Cet effet secondaire lui fait créer du feu au lieu de glace, ce qui la tuera avec Jamie alors qu'ils allaient coucher ensemble dans une voiture. 

Son fantôme apparaitra avec celui de Jamie dans un parking une fois que Nathan et son père se réconcilient.

### Vince
Interprété par Nathan Constance
Il apparait dans le troisième épisode de la saison 2 lorsque Kelly, Nathan et Simon vont dans son salon pour que Kelly se fasse redessiner un tatouage. Il explique à Nathan que chacun de ses tatouages traduit un moment de sa vie et le fait souffrir. Après avoir été contrarié par Nathan sur plusieurs de ses tatouages, Vince tatoue Nathan en utilisant sa capacité, le rendant amoureux de Simon en lui tatouant un cœur avec le nom de Simon. Quelque temps plus tard, Kelly revient pour lui poser des questions et tombe sous le pouvoir de Vince quand elle reçoit son nom tatoué aussi, tombant amoureuse du tatoueur.
Lorsque tous les Misfits (sans Alisha) retournent au salon pour se faire enlever les tatouages, il utilise sa capacité à Curtis pour le « poignarder » avec un tatouage de couteau qui lui traverse l'estomac, puis dessine du fil de fer barbelé autour du cou de Simon. Sa faiblesse est une allergie aux noix, qu'utilise Simon après la suggestion du Superhoodie ; Simon retient une seringue épidermique d'épinéphrine pour passer un échange avec Vince et enlever les tatouages — marché respecté. Vince utilise sa capacité en se tatouant un pistolet.

### Superhoodie
Interprété par Iwan Rheon, Neil Hutson (masqué, dans la saison 1)
Superhoodie, qui s'avère être une future version de Simon, apparaît d'abord dans une des vidéos de Simon, aidant un membre du public, et apparait à la fois sur les affiches sur le site E4 et dans la série. Sa première apparition physique est le final de la saison 1, surgissant sur un vélo pour aider Nathan à échapper à un groupe de partisans du groupe « Vertu ». Son visage est caché par une cagoule et un masque noir. Il est vu plus tard dans une autre des vidéos de Simon, montrant son talent pour le parkour avant de parler à Simon. Il révèle qu'il surveille les Misfits et sait pour leurs capacités, et qu'ils doivent tous réfléchir aux raisons de leurs pouvoirs et ce qu'ils vont en faire, « ... et là, [nous] parlerons. »
Une image d'un inconnu dans un pull à capuche orange, sur un vélo apparaît également dans le cinquième épisode de la première saison, lorsque la bande se retrouve à coller des affiches sur un mur. À part les deux yeux rougeoyants rouges, le visage est caché. On ignore s'il s'agit déjà de Simon, ou d'une personne venue elle aussi du futur.
Le Superhoodie revient dans le premier épisode de la deuxième saison, vêtu de noir (si c'est la même personne), d'abord dans une pièce remplie de photos de la Misfits avec cinq grandes horloges numériques comptant à rebours sans objectif précisé, d'abord lançant un avion en papier depuis le toit d'un immeuble à travers une rivière vers Kelly, l'informant d'aller sur la tombe de Nathan où elle découvre son immortalité. Il revient à la fin de l'épisode, sauvant Curtis d'une suffocation causée pour la métamorphe. Le Superhoodie utilise divers équipements, tels que des lunettes de vision nocturne et de gilets pare-balles légers, et au cours d'une scène où il les enfile, des plans de son abdomen et son thorax confirment qu'il s'agit bien d'un homme au teint très pâle. Dans le deuxième épisode, il protège Nathan, redevenu temporairement mortel, de l'explosion de la voiture de Jamie, le blessant apparemment mais il parvient à s'échapper. Plus tard Superhoodie mène le groupe chez Nikki, l'appartement de la femme que Curtis a rencontré quand il a voyagé dans le temps. Il n'est pas précisé si c'était intentionnel de la part du Superhoodie.
Ayant plusieurs fois sauvé Alisha du danger, Superhoodie lui révèle être une future version de Simon, et lui fait jurer de garder le secret. Ils entament ensuite une relation secrète.
Dès lors, Superhoodie vit dans un endroit inconnu avec plusieurs horloges numériques qui faisant le décompte avant des événements particuliers qui doivent se produire à l'instant précis ainsi que des documents révélant des événements futurs, tels qu'un reportage sur les pouvoirs des « Cinq ASBO ».
Simon tout comme Superhoodie acquiert plus de confiance qu'au début de la série, mais il est une personnalité beaucoup plus sérieux et mature. Il n'est pas dit si sa nouvelle agilité et sa précision de tir sont un pouvoir acquis ou le fruit d'un entraînement. Il est aussi montré qu'il est immunisé contre le pouvoir d'Alisha. Lorsque Alisha provoque un délinquant, ce qui conduit à sa chute dans des escaliers, pour que Simon du futur vole à son secours, il explique qu'il est de retour dans le passé pour s'assurer que des événements particuliers se produisent au bon moment. Il n'a pas été révélé comment Simon a remonté le temps.
Dans le quatrième épisode, Simon du futur et Alisha continuent de se voir. Pendant ce temps, un garçon nommé Ollie rejoint le groupe dans leur service communautaire et révèle qu'il a le pouvoir de se téléporter. Ollie est ensuite abattu par un homme dérangé qui se croit dans un jeu vidéo violent, et son cœur est transplanté à Nikki, qui, à son tour acquiert le pouvoir de Ollie. Alisha s'énerve contre Simon quand elle découvre qu'il savait que cela arriverait sans l'arrêter, mais Simon lui dit que s'il avait sauvé Ollie, une autre personne (en l'occurrence Nikki) serait morte. Plus tard, quand l'homme dérangé enlève Kelly, les autres Misfits décident de « jouer le jeu » afin qu'il finisse sa partie. Ils volent 100 000 livres dans une banque, mais quand ils lui remettent la rançon, l'homme passe au niveau suivant dans le jeu et prend en otage les autres Misfits. Nikki est également prise en otage alors qu'elle se téléporte accidentellement auprès d'eux. Alisha parvient à s'échapper, mais l'homme la rattrape. Il est sur le point de l'abattre quand Simon, qui suivait les événements, s'interpose et prend la balle, laissant l'homme terminer le niveau. Alisha serre un Simon mourant et admet qu'elle est amoureuse de lui. Simon du futur lui dit qu'ils seront réunis bientôt, et meurt. Alisha obéit à sa dernière demande et brûle son corps, après avoir reçu la clé de son repaire. Alisha a révélé la véritable identité de Superhoodie à Simon dans l'arc où les Misfits sont devenus publics, ainsi que sa relation avec lui, mais cette continuité a été effacé par Curtis quand tout le monde sauf lui a été assassiné. Néanmoins, dans l'intervalle de trois mois entre le final de la seconde série et l'épisode spécial Noël, Alisha raconte tout à Simon sur l'identité de Superhoodie ; il s'installe dans son appartement et commence son entraînement au parkour.

### Ollie
Interprété par Joshua McGuire
Présent dans le quatrième épisode de la saison 2, Ollie est un manifestant écologiste qui est envoyé faire des travaux d'intérêt général après avoir vandalisé une centrale électrique au charbon émettant du carbone. Il demande directement aux Misfits s'ils ont des pouvoirs, car lui aussi en a un : la téléportation. Le reste du groupe est très peu impressionné par sa démonstration, comme il n'y parvient qu'au prix de nombreux efforts pour ne faire que quelques mètres, bien qu'il affirme être capable de se téléporter sur de plus grandes distances. Quand il se téléporte il laisse derrière lui une de ses savates, démontrant qu'il maîtrise encore mal son pouvoir. Plus tard, lorsque le groupe est envoyé ramasser des ordures, un homme dérangé nommé Tim, qui croit vivre dans un jeu vidéo violent, sort une arme et tue Ollie. Nathan voit le fantôme de Ollie, et ils commencent à s'insulter. Le cœur de Ollie sera transplanté plus tard à Nikki, la femme que Curtis a rencontrée dans son « flash-forward », et la propriétaire de l'appartement dans lequel les Misfits ont fait irruption. La greffe donne aussi le pouvoir de Ollie à Nikki.

### Tim
Interprété par Matt Cross
Dans le quatrième épisode de la saison 2, Tim est un individu très perturbé qui croit être le personnage principal de son jeu vidéo favori, excessivement violent, à l'apparence GTA-like. Il est probable, au regard de l'apparence des hallucinations, cette confusion est due à la tempête.
Quand il croise la route des Misfits, il accuse Simon (à cause de Nathan) d'être « Conti », un personnage du jeu, et de lui avoir volé de l'argent. Il croit aussi que Kelly est son ex-fiancée « Roxy », un autre personnage du jeu. Lorsque le nouveau, Ollie, tente de le raisonner, Tim lui tire dans la tête, le tuant et incitant le reste du groupe à fuir. À la suite de cela, Tim passe son temps à essayer de retrouver "Conti", commettant plusieurs actes de violence en chemin, comme la poursuite d'une vieille femme dans sa voiture, croyant qu'il ne s'agit que d'un jeu. Finalement, il tombe sur Kelly et Alisha, enlève Kelly et la garde en otage, ordonnant à Alisha de dire à « Conti » qu'il veut « ses » 10,000 livres. Alors que Simon et les autres volent l'argent d'un véhicule blindé afin de donner à Tim ce qu'il veut, Tim force Kelly à enfiler une robe de mariée et boire du vin avec lui. Quand le groupe arrive et donne l'argent, plutôt que de cesser son délire comme ils l'espéraient, il progresse au « niveau suivant » dans son esprit, le persuadant que l'un d'eux est un policier infiltré. Il les enchaîne à des crochets à viande, y compris Nikki, qui s'est accidentellement téléportée sur les lieux, il menace Alisha avec une tronçonneuse, avant d'être distrait par Nathan et Curtis, permettant à Alisha de s'échapper. La rattrapant, Tim est sur le point de l'abattre quand Simon du futur s'interpose et prend la balle. Lorsque Simon se démasque et affirme être le flic infiltré, Tim se désintéresse d'Alisha et part remplir son objectif de niveau supérieur. Par la suite, le Simon du présent lit dans le journal que Tim a été arrêté alors qu'il tentait de s'introduire dans une prison.

### Nikki
Interprétée par Ruth Negga
Nikki est une jeune femme avec un problème cardiaque non spécifié. Elle apparait dans le deuxième épisode de la saison 2 quand Curtis, sous l'emprise d'une drogue qui inverse son pouvoir, fait un flash forward vers un événement futur (dans ce cas, un moment romantique avec elle sur un toit). Les Misfits la rencontrent dans le présent peu après, quand ils s'introduisent dans son appartement, croyant à tort qu'il s'agit du repaire du Superhoodie (il avait mené le groupe sur place). Encore intrigué (l'ayant reconnu comme la femme de son « flash-forward »), Curtis continue à lui rendre visite, découvrant ses problèmes cardiaques. Lorsque Ollie — un nouveau membre du groupe — est tué d'une balle dans la tête, Nikki reçoit son cœur. La transplantation cardiaque la guérit, mais les deux personnes ayant un fort taux de compatibilité, elle hérite de la capacité de Ollie à se téléporter.
Nikki possédait peu ou pas de contrôle sur cette capacité, et se téléportait soudainement à chaque fois qu'elle a senti le désir d'être avec quelqu'un. Son pouvoir la menait à eux, où qu'ils soient, même un endroit qu'elle n'avait jamais vu auparavant. En pensant à la personne dont elle avait reçu le cœur, elle s'est téléportée devant le cadavre de Ollie dans la morgue de l'hôpital, et à d'autres moments, elle a été amenée à Curtis ou les autres Misfits. Son pouvoir est aussi parfois capable de l'éloigner d'un endroit où elle ne veut pas être (face au cadavre de Ollie, elle retourne rapidement près de son lit d'hôpital) ou le pouvoir s'active en pleine orgasme sexuel. Lorsque Nikki sent qu'elle est sur le point de se téléporter, elle éprouve une sensation semblable à la chute ou d'être tiré vers l'arrière, et puis elle passe immédiatement à son nouvel emplacement.
Nikki et Curtis commencent à se fréquenter après qu'elle a découvert son pouvoir et que Curtis lui a parlé des effets de la tempête. Au cours d'une soirée costumée, le couple revit le moment vu dans le flash-forward de Curtis. Dans l'épisode spécial de Noël, Curtis et Nikki vendent leurs pouvoirs au « dealer de pouvoirs », et le couple envisagent de partir en voyage ensemble, mais Nikki est abattue par un voleur sous les ordres d'un prêtre nommé Elliot se faisant passer pour Jésus (qui avait acheté son pouvoir de téléportation après qu'elle l'a vendu). Sa mort pousse le groupe à tenter de retrouver leurs pouvoirs, car Nikki ne serait pas morte s'ils avaient encore leurs pouvoirs. Malheureusement, Curtis ne pouvant plus remonter le temps, Nikki reste morte.

### Bruno
Interprété par Richard Riddell
Dans l'épisode 5 de la saison 2, Bruno était un gorille qui rêvait de devenir humain, ce qui arriva grâce à la tempête. Attirée par son honnêteté, Kelly a partagé une bière avec lui avant de coucher avec lui dans son appartement, mais l'a repoussé la deuxième fois à cause de sa brutalité. Lors d'une fête costumée, habillé dans un costume de gorille, Bruno a tenté d'expliquer ce qu'il s'était passé, ses pensées honnêtes montrant à Kelly qu'il ne voulait pas lui faire mal, mais une poursuite par la police l'a amené à fuir, escalader un immeuble avec Kelly sur son dos et presque battre à mort un policier avant d'être abattu. Kelly a enlevé son masque, et sa vraie forme lui a été révélée. Il meurt peu après dans les bras de Kelly, sa dernière pensée étant de lui assurer que ça en valait la peine, pour l'avoir connu ne serait-ce que pour un petit moment.

### Dave
Interprété par Adrian Rawlins
Dans l'épisode 5 de la saison 2, Dave, le père de Jessica, est un homme très protecteur envers sa fille et ce sentiment devient considérablement intensifié par la tempête, au point que, quand un homme s'approche de sa fille, il devient enragé et le tue. Il a ainsi tué Nathan après qu'il a accidentellement vu Jessica dans les vestiaires — Nathan est néanmoins sauvé par son pouvoir —, un jeune homme nommé Chris qui a essayé de séduire Jessica, et un autre qu'il a accidentellement pris pour Simon car ils portaient le même costume à une fête costumée. Son pouvoir se manifeste aussi physiquement, avec ses yeux qui deviennent injectés de sang autour de la pupille et son visage frémissant quand il sent la rage meurtrière, ce qui suggère que la tempête a causé une mutation similaire à celle de Tony. Il a presque tué Simon quand il a découvert que celui-ci a pris la virginité de sa fille, mais Alisha les a trouvés à temps et a assommé Dave avec un extincteur. Il a ensuite été arrêté par la police.

### Brian
Interprété par Jordan Metcalfe
Dans le dernier épisode de la saison 2, Brian, connu sous le surnom de « Monsieur Grand Fromage », était un simple garçon de thé qui fut frappé par la tempête alors qu'il ramassait son lait. Découvrant qu'il a la capacité de manipuler les produits laitiers comme le lait, le yaourt et le fromage, capacité qu'il baptise « lactokinésie », il acquiert une notoriété locale comme la première personne à rendre publique sa puissance. Mais sa célébrité et sa relation avec la fille de ses rêves s'étiole alors que d'autres avec des pouvoirs commencent à se manifester, comme une jeune fille nommée Daisy qui peut guérir les autres, ou les « Cinq ASBO », ce qui l'irrite d'autant plus que leurs pouvoirs sont plus appréciés que le sien. Furieux d'en devenir ignoré, en particulier après que sa petite amie l'a quitté, qui a noté que la capacité de manipuler des produits laitiers n'est pas très impressionnant par rapport au pouvoir de Curtis, il en vient à penser que la seule façon de redevenir célèbre est, comme d'autres personnes comme lui l'ont fait, de tuer. Avec cet objectif à l'esprit, il tue sa petite amie, leur manager, et commence à attaquer les Misfits, en utilisant son contrôle des produits laitiers pour les faire remonter dans la gorge et les poumons de Kelly, Alisha, et Nikki, puis en remplissant le cortex cérébral de Nathan avec de la mozzarella pour un effet permanent (empêchant la guérison due à l'immortalité de Nathan). Heureusement, Curtis est le seul à l'abri de son pouvoir grâce à son intolérance au lactose ; Brian tente alors de poignarder Curtis mais c'est Simon qui reçoit la lame dans son état invisible. Avec les autres morts, Curtis remonte le temps et empêche Brian de révéler son pouvoir au grand public. On ne voit que Curtis donner un coup de poing à Brian, donc rien n'est dit sur son état actuel, mais selon les remarques post-génériques, l'on peut supposer qu'il a été tué.

### Daisy
Interprétée par Natalie Klamer
Dans le sixième épisode de la saison 2, Daisy était une autre fille touchée par la tempête. Autrefois humanitaire pieuse, elle a été décrite comme une « jolie Mère Teresa des temps modernes avec des super-pouvoirs ». Daisy avait la capacité de guérir les autres en frottant les mains contre leurs blessures, comme elle le montre quand elle guérit un homme dont les jambes sont paralysées. Elle hésite à guérir les IST, en précisant qu'elle ne veut pas « passer [sa] vie à frotter les organes génitaux des autres ». Quand Nathan lui demande de l'aide après avoir cru qu'il avait contracté une IST, elle refuse. Pendant qu'il essaie de la convaincre, elle a été attaquée par Brian, jaloux de la façon dont d'autres ont pu attirer plus l'attention avec des pouvoirs plus impressionnants, en manipulant un produit laitier qu'elle avait consommé plus tôt pour l'amener dans ses poumons, ce qui la fait suffoquer et en tombant, elle s'empale sur un trophée reçu pour son œuvre caritative. Nathan a tenté de faire en sorte qu'elle se guérisse elle-même, mais on ne sait pas si son pouvoir ne fonctionne pas sur elle-même ou si le fait que l'objet qui l'a tuée était encore dans la plaie a empêché la guérison. Cette version a été annulée par Curtis après que Brian a tué le reste du groupe. Ainsi Daisy serait encore en vie.

### Seth
Interprété par Matthew McNulty
Seth est un ancien dealer, qui, après avoir été touché par la tempête, possède la capacité de retirer les pouvoirs des autres, de les stocker dans son corps, puis les transférer à une autre personne. Seth monnaye son pouvoir, achetant les pouvoirs des gens qui n'en veulent pas, puis les vendant à des personnes consentants. Lorsque Seth absorbe ou donne un pouvoir, il prend la main de la personne et une lumière blanche brille hors de leurs deux mains. Seth est incapable d'utiliser les pouvoirs qu'il absorbe, mais il supprime apparemment tous les aspects de ces pouvoirs, telles que la capacité de Nathan de voir des gens morts, ainsi que son immortalité. Alisha est la première à rencontrer Seth et lui offre son pouvoir gratuitement, après avoir vu des affiches autour de son bureau. Nathan vend plus tard son immortalité pour 2 000 livres, suivie de Kelly, Nikki et Curtis, qui vendent leurs pouvoirs pour 20 000 livres chacun. Seth vend les pouvoirs de Nikki et Alisha à un prêtre nommé Elliot, en plus de la capacité de marcher sur l'eau et la télékinésie, et vend le pouvoir de Curtis à un vieil homme juif qui veut tuer Hitler. Les Misfits essaieront de racheter leurs pouvoirs, mais Seth double le prix, alors ils essaient de voler l'argent d'Elliot, le tuant accidentellement. À la fin de l'épisode spécial de Noël, la bande achète des pouvoirs à Seth, sans précision sur les pouvoirs qu'ils vont récupérer.
Seth entame une relation avec Kelly tout en pensant à sa défunte épouse. Dans l'épisode 7 de la saison 3 Seth par l'intermédiaire de Curtis ramène sa femme de la mort mais cela entraîne de grave conséquences et une armée de zombie attaque le centre. Seth est contraint de laisser mourir sa femme. Kelly et Seth filent le parfait amour.
Seth revient dans la saison 4 sans Kelly et indique à Curtis et Rudy que Kelly est restée en Ouganda pour désamorcer des mines. Dans l'épisode 2 Seth enlève le pouvoir de la petite amie de Finn et part retrouver Kelly.

### Le garde du corps
Seth emploie un garde du corps, jamais nommé, avec une force surhumaine pour le protéger des clients dérangeants, comme lorsque les Misfits essaient de menacer Seth pour qu'il leur redonne leurs pouvoirs. Malgré sa petite taille et son allure maigre, le garde du corps peut jeter Nathan sur un mur assez fort pour lui casser quelques côtes, et facilement les forcer à quitter le bâtiment. Il n'est pas dit s'il a reçu son pouvoir directement de la tempête, ou s'il l'a reçu de Seth.

### Elliot
Interprété par Edward Hogg
D'abord présenté comme un prêtre organisant une Crèche dans le centre communautaire, Elliot est montré comme déçu et énervé par le manque de croyance des gens quand personne ne se présente. Comme solution, il se tourne vers Seth, le « vendeur de pouvoirs », et le paie pour recevoir le pouvoir de marcher sur l'eau, ainsi que la télékinésie. En utilisant ses nouvelles capacités, il convainc les passants qu'il est Jésus-Christ ressuscité. Il commence à prêcher sur la façon dont les gens doivent se repentir de leurs péchés, et rassemble rapidement un groupe de disciples, prenant leur argent sous forme de dons afin d'acheter encore plus de pouvoirs qu'il peut ensuite utiliser pour renforcer les croyances des gens.
S'il utilise d'abord sa nouvelle identité afin de rassembler au nom de Dieu, il devient rapidement avide de pouvoir et utilise tout simplement ses disciples pour devenir plus riche et puissant. Il gagne également les pouvoirs d'Alisha et Nikki, la manipulation sexuelle et de la téléportation, après qu'elles les vendent à Seth. Un jeune homme qui a initialement tenté de voler une de quêtes d'Elliot se sent éclairé par ses paroles et tente de se repentir, mais Elliot, ayant mal tourné, lui dit que ses crimes tels que le vol sont autorisés tant qu'il les commet au nom de Dieu. Toujours désireux de se repentir, l'adepte braque les Misfits, maintenant sans aucun pouvoir, dans un bar et leur réclame de l'argent pour faire un don à Elliot. Dans une bagarre, il tire et tue accidentellement Nikki, avant de prendre la fuite.
Lorsque Alisha marche dans une ruelle tranquille, il la traque et utilise le propre pouvoir d'Alisha, maintenant en sa possession, afin de la violer. Elle est sauvée lorsque le disciple qui a tué Nikki les retrouve, et il est obligé de la repousser. Il annonce à l'adepte qu'il est pardonné pour la mort de Nikki tant qu'il est désolé, cherchant simplement à l'éloigner. Il part ensuite aux trousses d'une autre patiente.
Les Misfits décident d'essayer de regagner leurs pouvoirs quand ils se rendent compte que la mort de Nikki ne serait pas arrivée si l'un d'entre eux avait encore son pouvoir. Seth demande un montant particulièrement élevé pour chaque pouvoir, qu'aucun d'entre eux n'est en mesure de payer. Peu de temps après, Alisha révèle à Simon la façon dont Elliot a tenté de la violer, et qu'il serait celui qui est derrière la mort de Nikki. Furieux, Simon jure de tuer Elliot, et lui et tous les autres Misfits l'affrontent au centre communautaire. Elliot leur échappe en utilisant son pouvoir de téléportation, mais ils décident de s'enfuir avec le casier d'Elliot, rempli de centaines de milliers de livres, dans l'espoir d'utiliser cet argent pour racheter leurs pouvoirs, mais ils sont arrêtés par Elliot, qui tente de le reprendre en utilisant la télékinésie. Les Misfits tentent de le tirer en arrière, mais Elliot utilise seulement plus de puissance ; ils finissent par lâcher prise, et le casier frappe Elliot dans la tête, le tuant. Les Misfits prennent le casier et l'argent qu'il contient pour racheter leurs pouvoirs.

## Personnages récurrents

### Sally
Interprétée par Alex Reid
Dans la série à partir de la fin du premier épisode, Sally est la fiancée de l'agent de probation Tony. Elle-même agent de probation, elle prend sa place après sa disparition. Elle soupçonne que les Misfits sont impliqués dans la disparition de Tony et pour les menacer, elle laisse des messages de menace dans les casiers de Nathan et Curtis. Elle prend également contact avec Simon sur Internet sous le pseudonyme Shygirl18. Dans le quatrième épisode, en fouillant les casiers, elle trouve la carte de crédit de Tony dans les affaires de Simon. Dans l'épisode suivant, elle fait mine de s'intéresser à Simon afin de trouver des preuves que les Misfits sont impliqués dans la mort de Tony, mais Simon la rejette quand elle suggère de dénoncer ses collègues, avouant qu'ils sont les seuls amis qu'il a. Simon la tue accidentellement en la poussant violemment sur une poignée de porte pendant un combat, mais n'arrive pas à la laisser partir. Il garde donc son corps dans un congélateur du centre communautaire et lui rend souvent visite.
Dans le premier épisode de la saison 2, Simon remarque un policier qui parle à son nouvel agent de probation. Avec son pouvoir d'invisibilité, il espionne la conversation et se rend compte qu'il doit se débarrasser du corps de Sally, car elle est maintenant recherchée. Mais quand il essaie de se débarrasser discrètement du corps, il croise le reste du groupe, et leur dit ce qui s'est passé. À la fin de l'épisode, les Misfits jettent son corps au milieu du canal.

### M. Young
Interprétée par Dexter Fletcher
C'est le père de Nathan. Il n'a jamais été présent pour lui et ne s'entend pas bien avec lui. Dans l’épisode 2 de la saison 2, Jamie son autre fils apparait et ça ne se passe pas mieux avec lui.

### Pete
Interprétée par Michael Obiora (en)
Pete est un policier. Il suspecte les misfits de la mort de Tony mais n'a aucune preuves contre eux. Il aide aussi Sally pendant son enquête.

## Autres

### Gary
Interprété par Josef Altin
Introduit dans le premier épisode de la série, Gary était le sixième membre du groupe de services communautaires. On ne sait pas pourquoi il a été condamné aux travaux d'intérêt général, la seule indication étant son caractère colérique et agressif ; il s'emporte facilement contre Nathan et le menace physiquement, et il donne un coup de pied dans un seau de peinture après avoir reçu de la peinture sur sa casquette. Comme il rentre dans le bâtiment pour nettoyer sa casquette, il n'est pas touché par la tempête. Il est la première victime de la rage de Tony, qu'il tue à coups de hache dans les toilettes, et son corps est découvert plus tard par Curtis, fourré dans un casier. Son corps est enterré par les Misfits, avec celui de Tony. Dans le futur alternatif dans lequel Curtis a essayé de modifier sa condamnation, il est encore mort et sa photo est présent sur le mémorial. Enfin, il apparaîtra à nouveau dans un autre futur alternatif, créé cette fois par un homme âgé, où il se fera à nouveau tuer.

### Ben
Interprété par Jamie Davis (en)
Ben est un agent de probation, présent dans le troisième épisode de la première série, qui donne au groupe la tâche de trier des vêtements. Ben est victime du pouvoir d'Alisha quand elle l'utilise après une dispute avec Curtis. Par la suite, Ben se sent gêné, n'ayant pas pour habitude de coucher avec les condamnées et ne se souvenant de rien ; Alisha reste silencieuse. Plus tard dans l'épisode, Alisha sort encore une fois avec Ben, une fois de plus pour rendre Curtis jaloux. Elle les touche accidentellement tous les deux (Curtis les a suivis), créant un moment très tendu qui dure jusqu'à ce qu'Alisha parvienne à fuir.

### Sam
Interprétée par Anna Koval
Dans le quatrième épisode de la saison 1, Sam est l'ancienne petite amie de Curtis, qui a été arrêtée avec lui et envoyée en prison pour possession de drogues. Sam n'est visiblement contrariée par sa relation avec Alisha lorsque, récemment libérée de prison, elle lui rend une visite surprise pendant sa peine. Lorsque Curtis modifie l'histoire pour éviter que Sam soit arrêtée, engendrant des réalités alternatives qui empirent, dont une où tous les Misfits sauf Nathan (en raison de son immortalité) sont tués à cause de l'absence de Curtis, elle retourne toujours au centre communautaire, ce qui suppose qu'ils sont toujours ensemble. Bien qu'il ne veuille pas la blesser, Curtis rompt pour être avec Alisha.
Rien n'indique que Sam a été touchée par la tempête.

### Shaun
Interprété par Craig Parkinson
Shaun est l'agent de probation qui remplace Sally dans la saison 2. Il a une attitude très détendue, détachée voire ennuyée avec le groupe, et bien qu'il semble comprendre quand ils sont sous ses ordres, tout ce que le groupe fait hors de ses heures de travail ne le concerne pas, il se lave les mains de toute responsabilité et rentre chez lui — attitude très différente du caractère attentionné de Sally. Il n'est pas non plus préoccupé par le fait que les deux derniers agents de probation ont disparu. Dans l'épisode où les Misfits sont aux prises avec la métamorphe Lucy, ils tuent Shaun involontairement, l'ayant pris pour Lucy, mais Curtis parvient à annuler sa mort. On ne sait pas s'il a été touché par la tempête. Dans le final de la saison 2, il surprend Nathan, Curtis et Simon parler de leurs pouvoirs, et vend l'information aux médias avant de quitter le pays, cette réalité est aussi annulée lorsque Curtis remonte le temps pour empêcher Brian — la première personne à s'être montrée au public — de tuer le reste du groupe. Ainsi, Shaun les laisse simplement parce qu'ils ont terminé leur peine.
Présent dans la saison 3, il devient collaborateur des nazis dans l'arc où ces derniers ont pris le contrôle de l'Angleterre. Il sera notamment responsable de l'arrestation de Rudy et Curtis dans cet épisode.
Il meurt poignardé par Jen, une fille dans le coma ayant pris possession du corps de Kelly, alors qu'il tentait de la retenir.

### Jamie
Interprété par Sam Keeley
Apparaissant dans le deuxième épisode de la saison 2, Jamie est le demi-frère de Nathan, né lorsque le père de Nathan a eu une liaison pendant son mariage avec la mère de Nathan. D'abord jaloux de Nathan parce qu'il croit qu'il a une meilleure relation avec leur père, Jamie a frappé son père avec un grille-pain et l'a enfermé dans un coffre de voiture pendant qu'il allait « rencontrer » Nathan, avant de se retrouver plus tard. Dans la soirée, Jamie rejoint le groupe avec Lily, une barmaid d'un pub où Nathan et Jamie ont bu des bières, dans une boîte de nuit, mais les pilules qu'il a données au groupe ont eu pour effet d'inverser temporairement leurs pouvoirs ; Kelly ne pouvait plus s'empêcher de dire ce qu'elle pensait, Alisha inspire le dégoût plutôt que des envies de sexe chez ceux qu'elle touche, Curtis va dans le futur plutôt que dans le passé, Simon attire l'attention au lieu de devenir invisible, et la glace que génère Lily devient du feu qui incendie accidentellement Jamie et elle-même dans la voiture dans laquelle ils s'apprêtaient à coucher ensemble. L'immortalité de Nathan ayant un effet secondaire, il a vu l'« esprit » de Jamie après sa mort. Jamie a encouragé Nathan à passer du temps à renouer avec son père avant de disparaitre avec l'esprit de Lily, les deux étant apparemment dans une relation (il murmure « Je me la fais ! » avant de partir).

### Jessica
Interprétée par Zawe Ashton
Dans le cinquième épisode de la saison 2, Jessica est une jeune fille qui utilise le centre communautaire pour organiser une course de bienfaisance après la mort de sa mère à la suite d'un cancer. Nathan la voit d'abord se changer après une course dans les vestiaires, mais commence à soupçonner chez elle un comportement violent quand il est ensuite assassiné dans les toilettes (même si les lumières éteintes l'empêchent de voir le coupable). Lorsque Jessica commence à s'intéresser à Simon, Nathan est de plus en plus inquiet pour Simon, surtout après qu'il voit Jessica parler avec un garçon qu'il retrouve par la suite mort la gorge tranchée. Au cours d'une tentative de Nathan et Alisha pour « prouver » son rôle dans le décès, le corps de la victime disparaît, alors que Jessica est en train de boire un verre avec Simon. Lorsque les Misfits assistent à une fête costumée, ils découvrent que c'est le père de Jessica qui commet ces meurtres pour « protéger » sa fille ; il tente de tuer Simon, mais finit par tuer quelqu'un qui porte le même costume que Simon par erreur. Alors que Jessica et Simon se cachent pour avoir leur première relation sexuelle — Jessica révélant qu'elle est vierge, probablement dû à son père sur-protecteur, ils sont découverts par le père juste après, qui tente de tuer Simon avant qu'Alisha ne l'arrête en l'assomant avec un extincteur. Jessica met fin à sa relation à cause de l'emprisonnement de son père.

### Marnie
Interprétée par Gwyneth Keyworth (en)
Marnie est une jeune Galloise que Nathan rencontre au cours de l'épisode spécial de Noël dans le centre communautaire. Elle est enceinte à l'époque. Ils se plaisent si rapidement qu'ils couchent ensemble beaucoup et très tôt après leur rencontre. On ignore si elle a un pouvoir. Elle ne connait pas l'identité du père de son enfant, et Nathan est résolu d'être là pour Marnie et le bébé, en lui donnant l'argent qu'il reçoit pour la vente de son pouvoir. Vers la fin de l'épisode, elle accouche dans le centre communautaire, entouré par les Misfits, qui l'aide à donner naissance à son enfant.
Nathan et Marnie partent ensuite pour Las Vegas avec le garçon, Nathan Jr., où Nathan compte utiliser son nouveau pouvoir pour gagner de l'argent. Il n'est pas révélé ce qu'il advient d'elle et de son enfant après l'arrestation de Nathan.